# Slaget vid Chapultepec
Slaget vid Chapultepec ägde rum mellan den 12 och 13 september 1847 under mexikansk-amerikanska kriget. Slaget stod i och omkring palatsbyggnaden Castillo de Chapultepec, som skyddade inmarschvägen till Mexico City. Palatset försvarades av ca 1 000 mexikanska soldater, under befäl av Nicolás Bravo, mot en nära dubbelt så stor amerikansk styrka, ledd av Winfield Scott. Efter ett kraftigt artilleribombardemang stormades och intogs ställningen av amerikanerna den 13 september. 
Bland de mexikanska försvararna fanns ett 50-tal kadetter. Då det stod klart att ställningen skulle falla gav Bravo order att palatset skulle utrymmas, men en mängd av hans unga kadetter vägrade överge byggnaden och slogs till siste man. En berömd episod utspelade sig då en av kadetterna lindade in sig i mexikanska flaggan och hoppade från palatsets mur. Ett minnesmärke över honom är rest i Chapultepecparken.  I Mexiko kallas kadetterna, som var i 16-17-årsåldern, alltjämt för los niños héroes (hjältebarnen).
Den amerikanske officeren som ledde stormningen var George Pickett, som senare skulle bli berömd för sitt infanterianfall i slaget vid Gettysburg under amerikanska inbördeskriget.

### Webbkällor
- www.britannica.com: Battle of Chapultepec (engelska).